# Cevico Navero
Cevico Navero is een gemeente in de Spaanse provincie Palencia in de regio Castilië en León met een oppervlakte van 44,00 km². Cevico Navero telt 202 inwoners (1 januari 2016).

## Demografische ontwikkeling
Bron: INE, 1857-2011: volkstellingen